# 千葉昌胤
千葉昌胤（1495年—1546年）為日本戰國時代的大名，下總國千葉氏第24代當主。千葉勝胤的嫡長子，利胤、胤富、親胤的父親。

## 生平
永正2年11月15日（1505年）10歲時，在千葉妙見宮行成人禮（元服）。同年祖父千葉孝胤病死（歿年有其他說法），繼承家督之位的父親勝胤，據說為了昌胤的未來，已經有了讓位的想法。4年後，伴隨著父親的隱居、出家而繼承家督之位，但勝胤仍然保有家中的實權。
此時，和千葉氏有著同盟關係的古河公方家中發生了內亂，足利高基流放了父親政氏和弟弟義明，就任古河公方之位。之後，治理鄰國上總國的真里谷信清將義明迎入家中，此舉和支持著高基一方的千葉氏之間也產生微妙的變化。永正17年（1520年）、義明軍奪取了千葉氏的首席重臣原氏的居城小弓城，翌年自封小弓公方（年代有其他說法）。因此，連千葉氏的發跡地亥鼻城都遭到小弓公方的勢力所滲透，也使得嫡子利胤的成人禮無法在居城佐倉城舉行。
於是，昌胤和當時勢力急速擴展的相模國後北條氏聯手，對抗小弓公方一派。此外也將妹妹嫁予陪臣高城胤吉（原氏家臣）而收為親信。享祿五年（天文元年，1532年）、父親勝胤過世，完全掌握家中實權的昌胤、為利胤迎娶北條氏綱的女兒做為正室，而和支持小弓公方一派的里見氏呈現對抗的態勢。但是這個時期的千葉氏，做為古河公方旗下的勢力，還能堅持著和後北條氏對等的立場。
天文六年（1537年）、為了慶祝高城胤吉的居城小金城落成而親自前往祝賀，藉著茶會的名義和胤吉一同前往國府台城探查。翌年天文7年、小弓公方足利義明為討伐北條氏、掀起了第一次國府台之戰，昌胤也奉古河公方足利晴氏（高基嫡子）之命、和高城胤吉一同參戰。在得知義明戰死的消息後，昌胤率兵進駐小弓城，在睽違18年後，重新取回小弓城。
但是，也因為此戰的結果，北條氏的勢力侵入房總半島，對千葉氏造成的影響也逐漸擴大。在昌胤死後，千葉氏實質上已形同北條氏的家臣。

## 附註
1. ↑  有一個說法是第25代當主利胤過世後，因沒有其他的繼承人，而將四男親胤做為利胤的嫡子來繼承家督之位。